# Torneo masculino de béisbol en los Juegos Panamericanos de 1999
El béisbol en los Juegos Panamericanos de 1999 estuvo compuesto por un único evento masculino, disputado entre el 25 de julio y el 2 de agosto en Winnipeg, Canadá. Fue la primera vez en la que participaron jugadores profesionales. Canadá ganó su primera medalla, mientras Cuba obtuvo su octavo título consecutivo. Fue el primer torneo internacional en más de dos décadas en usar palos de madera. El torneo sirvió como clasificación a los Juegos Olímpicos de Sídney 2000 obteniendo el cupo Cuba y Estados Unidos.

## Equipos participantes
- Brasil(BRA)
- Canadá(CAN)
- Cuba(CUB)
- Estados Unidos(USA)
- Guatemala(GUA)
- México(MEX)
- Nicaragua(NCA)
- Panamá(PAN)
- República Dominicana(DOM)

## Ganadores de medallas
| Evento            | Oro        | Plata                | Bronce       |
| ----------------- | ---------- | -------------------- | ------------ |
| Béisbol masculino | Cuba (CUB) | Estados Unidos (USA) | Canadá (CAN) |

## Primera ronda
Divididos en dos grupos de cinco y cuatro equipos respectivamente.

### Grupo A
| Pos | Equipo              | JG | JP | PCT   |
| --- | ------------------- | -- | -- | ----- |
| 1   | Canadá(CAN)         | 4  | 0  | 1.000 |
| 2   | Estados Unidos(USA) | 3  | 1  | .750  |
| 3   | Cuba (CUB)          | 2  | 2  | .500  |
| 4   | México(MEX)         | 1  | 3  | .250  |
| 5   | Brasil(BRA)         | 0  | 4  | .000  |

|  |                                  |
|  | Clasificados a cuartos de final. |

### Grupo B
| Pos | Equipo                    | JG | JP | PCT  |
| --- | ------------------------- | -- | -- | ---- |
| 1   | República Dominicana(DOM) | 2  | 1  | .667 |
| 2   | Nicaragua(NCA)            | 2  | 1  | .667 |
| 3   | Panamá (PAN)              | 2  | 1  | .667 |
| 4   | Guatemala(GUA)            | 0  | 3  | .000 |

|  |                                  |
|  | Clasificados a cuartos de final. |

## Fase final
Los cuartos de final se organizaron de la siguiente manera:

1° Grupo A vs. 4° Grupo B

1° Grupo B vs. 3° Grupo A

2° Grupo A vs. 3° Grupo B

2° Grupo B vs. 4° Grupo A
|  | Cuartos de final     | Cuartos de final     | Cuartos de final |                |                | Semifinal      | Semifinal | Semifinal |  |      | Final | Final | Final |  |
|  |                      |                      |                  |                |                |                |           |           |  |      |       |       |       |  |
|  |                      |                      |                  |                |                |                |           |           |  |      |       |       |       |  |
|  | Canadá               | Canadá               | 12               |                |                |                |           |           |  |      |       |       |       |  |
|  | Canadá               | Canadá               | 12               |                |                |                |           |           |  |      |       |       |       |  |
|  | Guatemala            | Guatemala            | 2                |                |                |                |           |           |  |      |       |       |       |  |
|  | Guatemala            | Guatemala            | 2                |                | Cuba           | Cuba           | 3         |           |  |      |       |       |       |  |
|  |                      |                      |                  |                | Cuba           | Cuba           | 3         |           |  |      |       |       |       |  |
|  |                      |                      | Canadá           | Canadá         | 2              |                |           |           |  |      |       |       |       |  |
|  | Cuba                 | Cuba                 | Canadá           | Canadá         | 2              | 3              |           |           |  |      |       |       |       |  |
|  | Cuba                 | Cuba                 |                  |                |                |                |           |           |  |      |       |       |       |  |
|  | República Dominicana | República Dominicana | 1                |                |                |                |           |           |  |      |       |       |       |  |
|  | República Dominicana | República Dominicana | 1                |                |                |                |           |           |  | Cuba | Cuba  | 5     |       |  |
|  |                      |                      |                  |                |                |                |           |           |  | Cuba | Cuba  | 5     |       |  |
|  |                      |                      | Estados Unidos   | Estados Unidos | 1              |                |           |           |  |      |       |       |       |  |
|  | Estados Unidos       | Estados Unidos       | Estados Unidos   | Estados Unidos | 1              | 5              |           |           |  |      |       |       |       |  |
|  | Estados Unidos       | Estados Unidos       |                  |                |                |                |           |           |  |      |       |       |       |  |
|  | Panamá               | Panamá               | 2                |                |                |                |           |           |  |      |       |       |       |  |
|  | Panamá               | Panamá               | 2                |                | Estados Unidos | Estados Unidos | 3         |           |  |      |       |       |       |  |
|  |                      |                      |                  |                | Estados Unidos | Estados Unidos | 3         |           |  |      |       |       |       |  |
|  |                      |                      | México           | México         | 1              |                |           |           |  |      |       |       |       |  |
|  | México               | México               | México           | México         | 1              | 5              |           |           |  |      |       |       |       |  |
|  | México               | México               |                  |                |                |                |           |           |  |      |       |       |       |  |
|  | Nicaragua            | Nicaragua            | 1                |                |                |                |           |           |  |      |       |       |       |  |
|  | Nicaragua            | Nicaragua            | 1                |                |                |                |           |           |  |      |       |       |       |  |
|  |                      |                      |                  |                |                |                |           |           |  |      |       |       |       |  |

- Canadá venció 9-2 a  México en el juego por la medalla de bronce.